# Hyrum Rex Lee

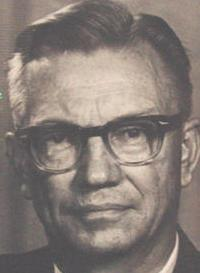
Hyrum Rex Lee

Hyrum Rex Lee (* 8. April 1910 in Rigby, Idaho; † 26. Juli 2001 in San Diego, Kalifornien) war ein US-amerikanischer Regierungsbeamter und von 1961 bis 1967 Gouverneur von Amerikanisch-Samoa.

## Biografie
Lee trat 1936 in den Regierungsdienst als Ökonom im Landwirtschaftsministerium der Vereinigten Staaten und war während des Zweiten Weltkrieges Mitarbeiter bei der Kriegsumsiedlungsbehörde (War Relocation Authority), in der er sich mit der Umsiedlung von US-Amerikanern japanischer Abstammung befasste. Später trat er in den Dienst des Büros für Indianerangelegenheiten (Bureau of Indian Affairs), in dem er schließlich zum Stellvertretenden Kommissionär aufstieg und dieser Position Gesetze zur Verbesserung der Gesundheit, Wohlfahrt und des wirtschaftlichen Status der amerikanischen Indianer eintrat.
1961 wurde er zum Gouverneur des weitgehend unentwickelten Amerikanisch-Samoa ernannt. Seine Berufung signalisierte zugleich ein größeres Bestreben der USA zur Finanzierung des Baus von Schulen, Straßen und Häusern zur Senkung des immer noch steigenden Analphabetismus und der schlechten Gesundheitsversorgung. Begründet auf ein Intensivprogramm zur Modernisierung aller Bereiche dieses Außengebietes der Vereinigten Staaten begründete Lee damit eine neue Ära im Erziehungswesen und der wirtschaftlichen Vitalität. Zu den Neuerungen gehörte dabei das Unterrichtsfernsehen, das 1964 durch seine erfolgreiche Beantragung staatlicher Fördermittel eingeführt wurde. Unter seiner Amtszeit wurde auch ein 101-Zimmer-Hotel durch die Amerikanisch-Samoanische Entwicklungsgesellschaft (American Samoan Development Corporation) begründet als ein Teil der Kampagne zur Kultivierung der Tourismusindustrie. Neben dem Bau eines Krankenhauses sowie von zwei Thunfischverarbeitungsfirmen verabschiedete das Parlament (Samoan Legislature) 1963 auch ein Gesetz zur Einführung einer Einkommensteuer. Als 1966 ein Referendum über eine Wiedervereinigung mit Westsamoa abgehalten wurden, stimmte die Mehrheit der Bürger Amerikanisch-Samoa für einen Verbleib des Territoriums bei den USA. Als 1967 seine Amtszeit als Gouverneur endete, wurde er mit dem Award for Distinguished Federal Civilian Service ausgezeichnet, einem Preis, der besondere Leistungen im Dienst der US-Regierung anerkennen soll.
1968 wurde er schließlich von US-Präsident Lyndon B. Johnson zu einem der fünf Mitglieder der Bundeskommunikationskommission (Federal Communications Commission) berufen, wo er bis zu seinem Eintritt in den Ruhestand 1973 ein führender Verfechter des öffentlichen Fernsehens wurde.
Vom 28. Mai 1977 bis zum 3. Januar 1978 war er erneut Gouverneur von Amerikanisch-Samoa und damit der letzte ernannte Gouverneur des Territoriums. Sein Nachfolger Peter Tali Coleman von der Republikanischen Partei übernahm anschließend als erster gewählter Gouverneur das Amt.